# ماتياس هيوز
ماتياس هيوز (بالألمانية: Matthias Hues)‏ هو ممثل ألماني (وحمل سابقاً جنسية ألمانيا الغربية)، ولد في 14 فبراير 1959 في ألمانيا. بدأ مشواره المهني سنة 1987 في فيلم التشويق والحركة Dark angel .

## أعمال

### أفلام
- (2007) حروب التنين

 مثل دوراً مهما في فيلم التشويق (ملاك الظلام) Dark angel وغيرهامن الافلام.

## وصلات خارجية
- ماثياس هيوز على موقع IMDb (الإنجليزية)
- ماثياس هيوز على موقع ألو سيني (الفرنسية)
- ماثياس هيوز على موقع أول موفي (الإنجليزية)
- ماثياس هيوز على موقع قاعدة بيانات الأفلام السويدية (السويدية)
- ماثياس هيوز على موقع قاعدة بيانات الفيلم (الإنجليزية)
- ماثياس هيوز على موقع كينوبويسك (الروسية)